# Volley-ball féminin aux Jeux panaméricains
Le volley-ball féminin aux Jeux panaméricains est une compétition sportive de volley-ball dont la première édition eut lieu en 1955. Au XXe siècle, elle est dominée par l'équipe de Cuba qui remporte sept éditions consécutives entre 1971 et 1995, sur les douze disputées.

## Palmarès
| Année | Lieu           | Champion               | Finaliste  | Troisième              |
| ----- | -------------- | ---------------------- | ---------- | ---------------------- |
| 1955  | Mexico         | Mexique                | États-Unis | Brésil                 |
| 1959  | Chicago        | Brésil                 | États-Unis | Pérou                  |
| 1963  | São Paulo      | Brésil                 | États-Unis | Mexique                |
| 1967  | Winnipeg       | États-Unis             | Pérou      | Cuba                   |
| 1971  | Cali           | Cuba                   | Pérou      | Mexique                |
| 1975  | Mexico         | Cuba                   | Pérou      | Mexique                |
| 1979  | San Juan       | Cuba                   | Pérou      | Brésil                 |
| 1983  | Caracas        | Cuba                   | États-Unis | Pérou                  |
| 1987  | Indianapolis   | Cuba                   | Pérou      | États-Unis             |
| 1991  | La Havane      | Cuba                   | Brésil     | Pérou                  |
| 1995  | Mar del Plata  | Cuba                   | États-Unis | Canada                 |
| 1999  | Winnipeg       | Brésil                 | Cuba       | États-Unis             |
| 2003  | Saint-Domingue | République dominicaine | Cuba       | États-Unis             |
| 2007  | Rio de Janeiro | Cuba                   | Brésil     | États-Unis             |
| 2011  | Guadalajara    | Brésil                 | Cuba       | États-Unis             |
| 2015  | Toronto        | États-Unis             | Brésil     | République dominicaine |
| 2019  | Lima           | République dominicaine | Colombie   | Argentine              |
| 2023  | Santiago       | République dominicaine | Brésil     | Mexique                |

## Tableau des médailles
| Rang  | Pays                   | Médaille d'or, Amérique | Médaille d'argent, Amérique | Médaille de bronze, Amérique | Total |
| 1     | Cuba                   | 8                       | 3                           | 1                            | 12    |
| 2     | Brésil                 | 4                       | 4                           | 2                            | 10    |
| 3     | République dominicaine | 3                       | 0                           | 1                            | 4     |
| 4     | États-Unis             | 2                       | 5                           | 5                            | 12    |
| 5     | Mexique                | 1                       | 0                           | 4                            | 5     |
| 6     | Pérou                  | 0                       | 5                           | 3                            | 8     |
| 7     | Colombie               | 0                       | 1                           | 0                            | 1     |
| 8     | Argentine              | 0                       | 0                           | 1                            | 1     |
| -     | Canada                 | 0                       | 0                           | 1                            | 1     |
| Total | Total                  | 16                      | 16                          | 16                           | 48    |